# Посейдон (филм)
Посейдон (на английски: Poseidon) е англоезичен филм създаден в САЩ през 2006 г. Базиран е на романа на Пол Галико – „Приключението на Посейдон“. Сценарист е Марк Протосевич, а режисьор е Волфганг Петерсен. Разпространява се от Уорнър Брос. Пикчърс. Специално участие взема певицата Стейси Фъргюсън – „Фърги“.

## История
На луксозния кораб „Посейдон“ стотици хора празнуват Нова година, докато не ги връхлита 50 метрова вълна и не обръща този 20 етажен кораб с главата надолу. Хората биват убити от хвърчащите отломки на кораба и от прииждащата вода. Остава една групичка от оцелели, която ще трябва да разчита един на друг и да премине през огън и вода, за да спаси живота си. А 13 палубния кораб се накланя, скърца и малко по малко потъва.

## Участват
- Кърт Ръсел – Робърт Рамсей
- Джош Лукас – Дилан Джонс
- Ейми Росъм – Дженифър Рамсей
- Майк Вогъл – Кристиан Сандърс
- Хасинда Барет – Маги Джеймс
- Миа Маестро – Елена Гонзалез
- Кевин Дилън  – Лари Късметлията
- Ричард Драйфус – Ричард Нелсън
- Джими Бенет – Конър Джеймс
- Фреди Родригес – Марко Валентин
- Андре Броуър – Капитан Мишел Брадфорд
- Стейси Фъргюсън – Глория, певицата

## В България
В България филмът е излъчен от bTV с български войсоувър дублаж.